# Xabea maculata
Xabea maculata är en insektsart som beskrevs av Lucien Chopard 1930. Xabea maculata ingår i släktet Xabea och familjen syrsor. Inga underarter finns listade i Catalogue of Life.